# Tamaz Namgalauri
Tamaz Namgalauri –en georgiano, თამაზ ნამგალაური– (25 de septiembre de 1957 – 25 de octubre de 1991) fue un deportista soviético que compitió en judo. Ganó dos medallas de bronce en el Campeonato Mundial de Judo en los años 1979 y 1983, y dos medallas de oro en el Campeonato Europeo de Judo en los años 1984 y 1985.
Participó en los Juegos Olímpicos de Moscú 1980, donde finalizó duodécimo en la categoría de –71 kg.

## Palmarés internacional
| Campeonato Mundial | Campeonato Mundial | Campeonato Mundial | Campeonato Mundial |
| Año                | Lugar              | Medalla            | Categoría          |
| ------------------ | ------------------ | ------------------ | ------------------ |
| 1979               | París (Francia)    | Medalla de bronce  | –71 kg             |
| 1983               | Moscú ( URSS)      | Medalla de bronce  | –71 kg             |
| Campeonato Europeo |                    |                    |                    |
| Año                | Lugar              | Medalla            | Categoría          |
| 1984               | Lieja (Bélgica)    | Medalla de oro     | –71 kg             |
| 1985               | Hamar (Noruega)    | Medalla de oro     | –71 kg             |